# ランディ・ルイーズ
ランディ・ラダメス・ルイーズ（Randy Radames Ruiz  , 1977年10月19日 - ）は、アメリカ合衆国ニューヨーク州ニューヨーク市出身の元プロ野球選手（内野手）。右投右打。

## 経歴

### プロ入り前
ヤンキー・スタジアムのすぐ近所で生まれ育つが、ニューヨーク・ヤンキースではなくニューヨーク・メッツのファンで、好きな選手はダリル・ストロベリーだった。
1996年にはMLBドラフト36巡目（全体の1068番目）でメッツから指名されたが、この時は契約には至らなかった。ネブラスカ州のベルビュー大学に進学し、1999年にアマチュアFAでシンシナティ・レッズと契約を結んだ。

### マイナー時代
マイナーリーグでのキャリアは長く、メジャーデビューまでに、シンシナティ・レッズ、ボルチモア・オリオールズ、フィラデルフィア・フィリーズ、ニューヨーク・ヤンキース、カンザスシティ・ロイヤルズ、ピッツバーグ・パイレーツ、サンフランシスコ・ジャイアンツ、ミネソタ・ツインズの傘下に所属したジャーニーマンであった。
フィリーズ傘下に所属していた2005年は、2Aで三冠王を狙える勢いであったが、7月に薬物規定違反で出場停止処分を受けている。
2008年はツインズ傘下の3Aに定着し、30歳にしてインターナショナルリーグの新人王に輝いている。

### メジャー時代
2008年8月1日にメジャーデビューを果たす。8月26日の対シアトル・マリナーズ戦でライアン・ローランドスミスからメジャー初本塁打を放つが、本塁打は結局その1本に終わり、12月3日にツインズを解雇される。
2008年12月にトロント・ブルージェイズとマイナー契約。3Aラスベガス・フィフティワンズで114試合に出場し、打率.320、25本塁打、106打点という好成績を残し、8月11日にメジャーへ昇格すると、いきなり2試合連続で本塁打を放った。9月5日にはヤンキースのアンディ・ペティットから左翼ポール際へ大飛球を放ち、一端は本塁打と判定されたがビデオ判定によりファウルへと訂正された。しかし、その次の打席でペティットから本塁打を放った。このシーズンは33試合の出場ながら打率.313、10本塁打、17打点、OPS1.019という好成績を残した。DHとして記録したOPS1.033は100打席以上のDH13人で最高の数字だった。また、3Aでの活躍が評価され、2009年の球団最優秀マイナー選手に選ばれた。
2010年はオープン戦で打率.352、3本塁打、10打点を記録し、32歳にして初の開幕ロースター入りを果たした。しかし、開幕後は指名打者のアダム・リンド、一塁手のライル・オーバーベイが優先的に起用され、ルイーズにはなかなか出番が回らなかった。5月20日までの13試合で打率1割5分、1本塁打と結果を残すことができず、ブルージェイズを退団。

### 楽天時代
2010年5月28日に以前からルイーズ獲得を狙っていた東北楽天ゴールデンイーグルスへの入団が発表された。背番号は42。
同年6月1日に一軍登録され、その日の阪神戦でスタメン出場。6月5日の横浜戦で9回表に代打で出場すると、山口俊からレフト場外に逆転決勝2ランを放ってヒーローインタビューを受ける。翌日の巨人戦でも代打本塁打を放ち、長打力をみせつけた。しかし、外角低めの変化球への弱さや引っ張り一辺倒の打撃を見抜かれると、打率が1割台に落ち込むなど日本の投手への適応に苦労した。その後、徐々に日本の野球への適応性を伸ばし始めたが、三振の多さは解消されず、シーズン途中加入ながらリーグワースト5位となる114三振を喫し、守備でも11失策という有様だった。但し、西武の涌井秀章からは11打数7安打で打率.636、3本塁打と得意にした。特に9月4日の対戦では、5点ビハインドの9回裏無死一塁で、完投勝利目前の涌井から二塁打を放ってチャンスを拡大し、打線の反撃を呼んだ。その後、打線が奮起して同点に追いつくと、なおも二死満塁の場面で再び打席が回り、ブライアン・シコースキーから来日初のサヨナラ安打を放った。シーズン終了後の12月1日、球団から翌シーズンも引き続き契約を行うことが発表された。また、同6日には背番号を「42」から「3」に変更することも発表された。
2011年は春先から極度の打撃不振に陥る。4月23日の日本ハム戦で谷元圭介からサヨナラ本塁打を打つも、5月9日に一旦登録抹消。6月12日に再登録され、6月25日の西武戦では、自身が前年得意とした涌井から先制ソロを含む2安打3打点、7月6日のオリックス戦では、9回表に岸田護から同点ソロを放って逆転勝利を呼ぶ活躍もあった。しかし、打撃の調子は上向かず、7月18日に再度登録抹消。後半戦はシーズン途中に加入したルイス・ガルシアの活躍もあり、結局はシーズンを通して38試合の出場に留まって打率も1割台に低迷。11月14日に戦力外通告を受け、21日に自由契約公示された。

### DeNA時代
2012年3月7日にアリゾナ・ダイヤモンドバックスとマイナー契約を結ぶ。AAA級リノ・エーシズで49試合に出場し、打率.331、14本塁打、53打点という好成績を残し、6月8日に横浜DeNAベイスターズへの入団が発表され、日本プロ野球に復帰した。背番号は56。年俸1500万円。
6月13日に球団事務所で入団会見を開いた。しかし、32試合の出場で打率.210、2本塁打と結果を残せず、10月10日に戦力外通告を受け、16日に自由契約公示された。

### DeNA退団後
2013年1月10日にシカゴ・ホワイトソックスとマイナー契約を結んだ。5月23日にホワイトソックスを解雇され、6月17日にニューヨーク・ヤンキースとマイナー契約を結んだ。しかしメジャー昇格はならず、以降はメキシカンリーグのベラクルス・レッドイーグルスでプレー。
2014年はメキシカンリーグのティフアナ・ブルズに所属していたが4月に自由契約となり、5月に独立リーグ・アトランティックリーグのロングアイランド・ダックスと契約。6月に自由契約となる。以降は再びメキシカンリーグのベラクルスでプレー。
2015年はメキシカンリーグのレイノサ・ブロンコスと契約するが、5月5日に解雇となる。6月9日にアトランティックリーグのロングアイランド・ダックスと契約。
2016年は所属球団なく、オフにプエルトリコのウィンターリーグに参加。

## 選手としての特徴・人物
長打力があり、2010年の12本塁打の内3本は場外ホームランで広いKスタ宮城の左中間スタンド（楽天山と呼ばれる）を越える特大ホームランを放つ程である。一方選球眼に課題があるため三振の数も多い。
守備は一塁専門で、指名打者での起用が多い。優れた打力を持ちながらも、強打者揃いのポジションしかこなせないことがメジャー昇格を妨げてきた。メジャー時代には守備力の問題から、主に対左投手用の指名打者として起用されていた。横浜DeNA入団直後、一塁手は中村紀洋が好調であったことから、監督の中畑清は「外野ができれば」とコメント。実際にライトの守備練習をしたが、中畑に「外野守備は"？"がつく」とコメントされた。
マイナーリーグでの通算成績は1093試合、打率.304、192本塁打、807打点。ベネズエラ、ドミニカ共和国、メキシコ、プエルトリコの各ウィンターリーグでもプレー経験がある。
ルイーズ自身はプエルトリコにルーツを持つアメリカ人である。

## 詳細情報

### 年度別打撃成績
| 年 度    | 球 団    | 試 合 | 打 席 | 打 数 | 得 点 | 安 打 | 二 塁 打 | 三 塁 打 | 本 塁 打 | 塁 打 | 打 点 | 盗 塁 | 盗 塁 死 | 犠 打 | 犠 飛 | 四 球 | 敬 遠 | 死 球 | 三 振 | 併 殺 打 | 打 率 | 出 塁 率 | 長 打 率 | O P S |
| -------- | -------- | ----- | ----- | ----- | ----- | ----- | -------- | -------- | -------- | ----- | ----- | ----- | -------- | ----- | ----- | ----- | ----- | ----- | ----- | -------- | ----- | -------- | -------- | ----- |
| 2008     | MIN      | 22    | 68    | 62    | 13    | 17    | 2        | 0        | 1        | 22    | 7     | 0     | 0        | 0     | 0     | 6     | 1     | 0     | 21    | 1        | .274  | .338     | .355     | .693  |
| 2009     | TOR      | 33    | 130   | 115   | 25    | 36    | 7        | 0        | 10       | 73    | 17    | 1     | 1        | 0     | 1     | 10    | 0     | 4     | 35    | 6        | .313  | .385     | .635     | 1.019 |
| 2010     | TOR      | 13    | 40    | 40    | 3     | 6     | 2        | 0        | 1        | 11    | 1     | 1     | 0        | 0     | 0     | 0     | 0     | 0     | 11    | 0        | .150  | .150     | .275     | .425  |
| 2010     | 楽天     | 81    | 312   | 282   | 35    | 75    | 16       | 0        | 12       | 127   | 38    | 0     | 0        | 0     | 1     | 26    | 1     | 3     | 114   | 6        | .266  | .333     | .450     | .784  |
| 2011     | 楽天     | 38    | 135   | 128   | 11    | 25    | 5        | 0        | 6        | 48    | 17    | 0     | 0        | 0     | 0     | 7     | 0     | 0     | 44    | 3        | .195  | .237     | .375     | .612  |
| 2012     | DeNA     | 32    | 65    | 62    | 5     | 13    | 2        | 0        | 2        | 21    | 5     | 0     | 0        | 0     | 0     | 3     | 0     | 0     | 20    | 4        | .210  | .246     | .339     | .585  |
| MLB：3年 | MLB：3年 | 68    | 238   | 217   | 41    | 59    | 11       | 0        | 12       | 106   | 25    | 2     | 1        | 0     | 1     | 16    | 1     | 4     | 67    | 7        | .272  | .332     | .488     | .820  |
| NPB：3年 | NPB：3年 | 151   | 512   | 472   | 51    | 113   | 23       | 0        | 20       | 196   | 60    | 0     | 0        | 0     | 1     | 36    | 1     | 3     | 178   | 13       | .239  | .297     | .415     | .713  |

- 2012年度シーズン終了時

### 記録
NPB
- 初出場：2010年6月1日、対阪神タイガース3回戦（クリネックススタジアム宮城）、6番・一塁手で先発出場
- 初打席：同上、1回裏にジェイソン・スタンリッジの前に一邪飛
- 初安打：同上、6回裏にジェイソン・スタンリッジから右前安打
- 初本塁打・初打点：2010年6月5日、対横浜ベイスターズ4回戦（横浜スタジアム）、9回表に山口俊から代打逆転2ラン

### 背番号
- 56（2008年、2012年途中 - 同年終了）
- 3（2009年、2011年）
- 42（2010年 - 同年終了）